# Orianos (higo)
Orianos es un cultivar de higuera de tipo higo común Ficus carica, unífera es decir produce una sola cosecha por temporada, los higos de verano-otoño, de higos de epidermis con color de fondo amarillo verdoso con sobre color verde claro, presentan manchas irregulares muy pequeñas de color rojo alrededor de las escamas del ostiolo. Es oriunda de Huércal Overa, Provincia de Almería, Andalucía, se está cultivando en el vivero de ANSE "Asociación de Naturalistas del Sureste", donde cultivan variedades frutícolas y hortícolas de la herencia para su conservación y recuperación de su cultivo.

## Sinonimia
- „sin sinónimos“.[6][7][8]

## Historia
Nuestra higuera Ficus carica, procede de Oriente Medio y sus frutos formaron parte de la dieta de nuestros más lejanos antepasados. Se cree que fueron fenicios y griegos los que difundieron su cultivo por toda la cuenca del mar Mediterráneo. Es un árbol muy resistente a la sequía, muy poco exigente en suelos y en labores en general.
Los higos secos son muy apreciados desde antiguo por sus propiedades energéticas, además de ser muy agradables al paladar por su sabor dulce y por su alto contenido en fibra; son muy digestivos al ser ricos en cradina, sustancia que resulta ser un excelente tónico para personas que realizan esfuerzos físicos e intelectuales.
España se ha consolidado en los últimos años como el mayor productor de higos de la Unión Europea y el noveno a nivel mundial, según los datos de "FAOSTAT" (Estadísticas de la FAO) del 2012 que recoge un reciente estudio elaborado por investigadores del « “Centro de Investigación Finca La Orden- Valdesequera” ».
La higuera 'Orianos' es oriunda de la localidad de Huércal Overa, Provincia de Almería, Andalucía. Se está cultivando en la Región de Murcia en el vivero de ANSE "Asociación de Naturalistas del Sureste", donde cultivan variedades frutícolas y hortícolas de la herencia para su conservación y recuperación de su cultivo.

## Características
La higuera 'Orianos' es una variedad unífera de tipo higo común. Árbol de mediano desarrollo, follaje denso, hojas pentalobuladas en su mayoría con el lóbulo central en forma de pica de lanza, también tiene hojas de 3 lóbulos pero menos. Los 'Orianos' es de producción  muy alta de higos.
Los higos 'Orianos' son higos redondeados en forma apeonzada, de tamaño mediano de unos 20 gramos en promedio, de epidermis gruesa resistente, de color de fondo amarillo verdoso con sobre color verde claro, presentan manchas irregulares muy pequeñas de color rojo alrededor de las escamas del ostiolo; cuello muy corto grueso casi inexistente; pedúnculo de longitud mediana cilíndrico de color verde claro como la piel del fruto, con escamas pedúnculares grandes  del mismo color del fruto con un ribete muy fino color marrón oscuro; ostiolo de tamaño medianocon escamas ostiolares grandes semi adheridas de color rojo a rosado; costillas marcadas; grietas reticulares finas abundantes cuando el higo está maduro. Mesocarpio de grosor mediano y color blanco; cavidad interna pequeña a mediana con aquenios pequeños numerosos; pulpa de color rojo claro, dulce y jugosa; con un ºBrix (grado de azúcar) de 22, con firmeza media. De una calidad buena en su valoración organoléptica, son de un inicio de maduración desde principios de agosto a mediados de septiembre.

## Cultivo y usos
'Orianos', es una variedad de higo con piel de grosor medio, se puede consumir en fresco y en seco.